# 新中式
新中式風格，簡稱新中式，是流行於20世紀末和21世紀初的的藝術、時尚設計以及建築設計的運動，主要為將中國傳統元素與現代文化結合。

## 歷史
文化大革命和破四舊破壞了許多原有的中國文化符號。雖然改革開放後一些中國傳統藝術開始復蘇，但由於經濟條件所限，建築以傾向於結構主義、功能主義，解決人們居住需求的平價建築爲主。而中國的文學和美術亦以反映勞動者工作生活的現實主義爲主。隨著社會的逐步開放，漢民族主義重新興起，人們開始重新審視和欣賞傳統文化，為新中式風格的萌芽創造了條件。

## 建築

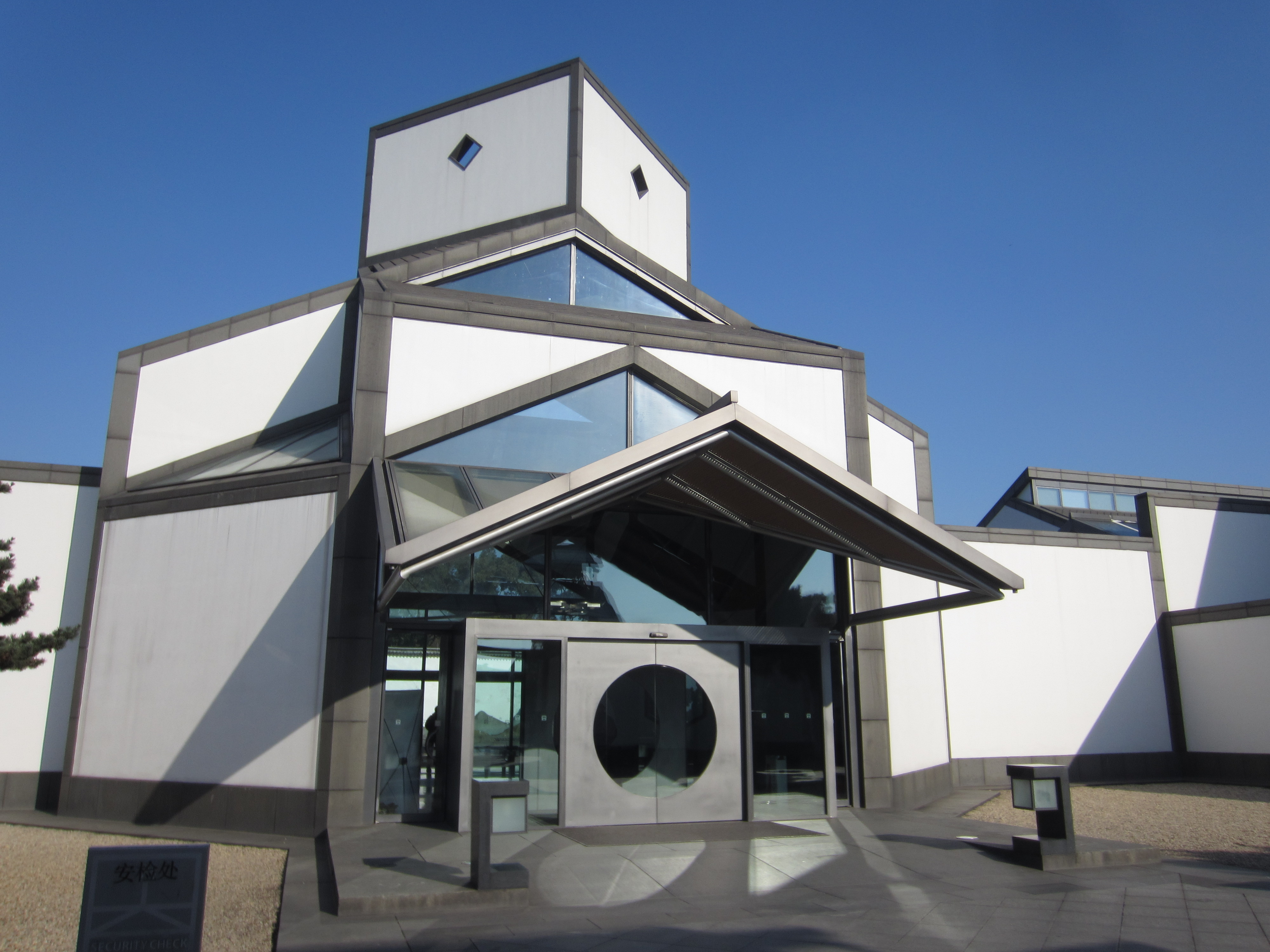
蘇州博物館，新中式现代主义建筑

新中式建筑可以指采用中国传统工艺和力学结构的中国传统建筑；也可以指采用现代结构工程但外形仿古的后现代建筑，如洛阳新应天门；也可以指大致外形采用抽象中国元素的现代建筑，如苏州博物馆。
在建築設計上，中國建築設計師于1950年代開始將中國文化元素與新古典主義建築結合，而80年代末期則開始了中式元素与現代主義建築與後現代主義建筑的結合。外來風格與中國傳統建築、政治思想、地域建築的融合，創造了中國當代建築的样式與新中式建築風格。

## 室内設計
對於室內設計來說，新中式風格將現代家具和材質與中式圖案、形狀和柔和的色調相結合，與傳統中式室內設計的複雜性形成對比。

## 服飾

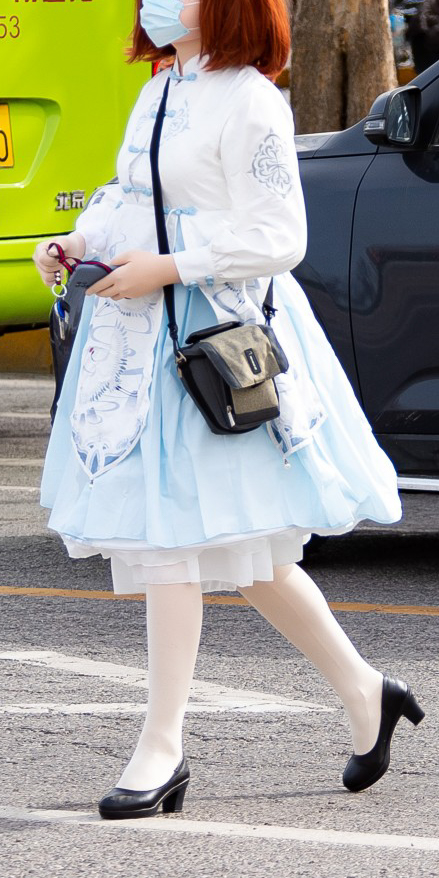
含有中式花紋和旗袍元素的時裝

新中式時尚的特點是簡化的傳統元素加上現代的服裝設計。例如，立領在襯衫、连衣裙等當代服裝設計中的應用。新中式時尚在2020年代開始流行，體現了中國年輕一代對中國文化的認同和自信。

## 音樂
古风音乐是一种将中国传统乐器和旋律与现代音乐编曲技法，以及新媒体相结合的新兴音乐风格，21世纪初由爱好者社群在网络上兴起。其中《一笑江湖》、《春庭雪》等作品在网络平台上广泛传播。